# Pomeroon-Supenaam
Pomeroon-Supenaam (Région 2) est l'une des régions du Guyana. Située au nord-ouest du pays elle est bordée au nord par l'Océan Atlantique, à l'ouest par la région de Îles d'Essequibo-Demerara Occidental au sud par celle de Cuyuni-Mazaruni et à l'ouest par celle de Barima-Waini. Ce secteur est comme le reste de la Guayana Esequiba revendiqué par le Venezuela.
La région compte 49 253 habitants, outre le centre administratif régional Anna Regina, les principales localités sont Charity, Pickersgill, Spring Garden et Suddie.

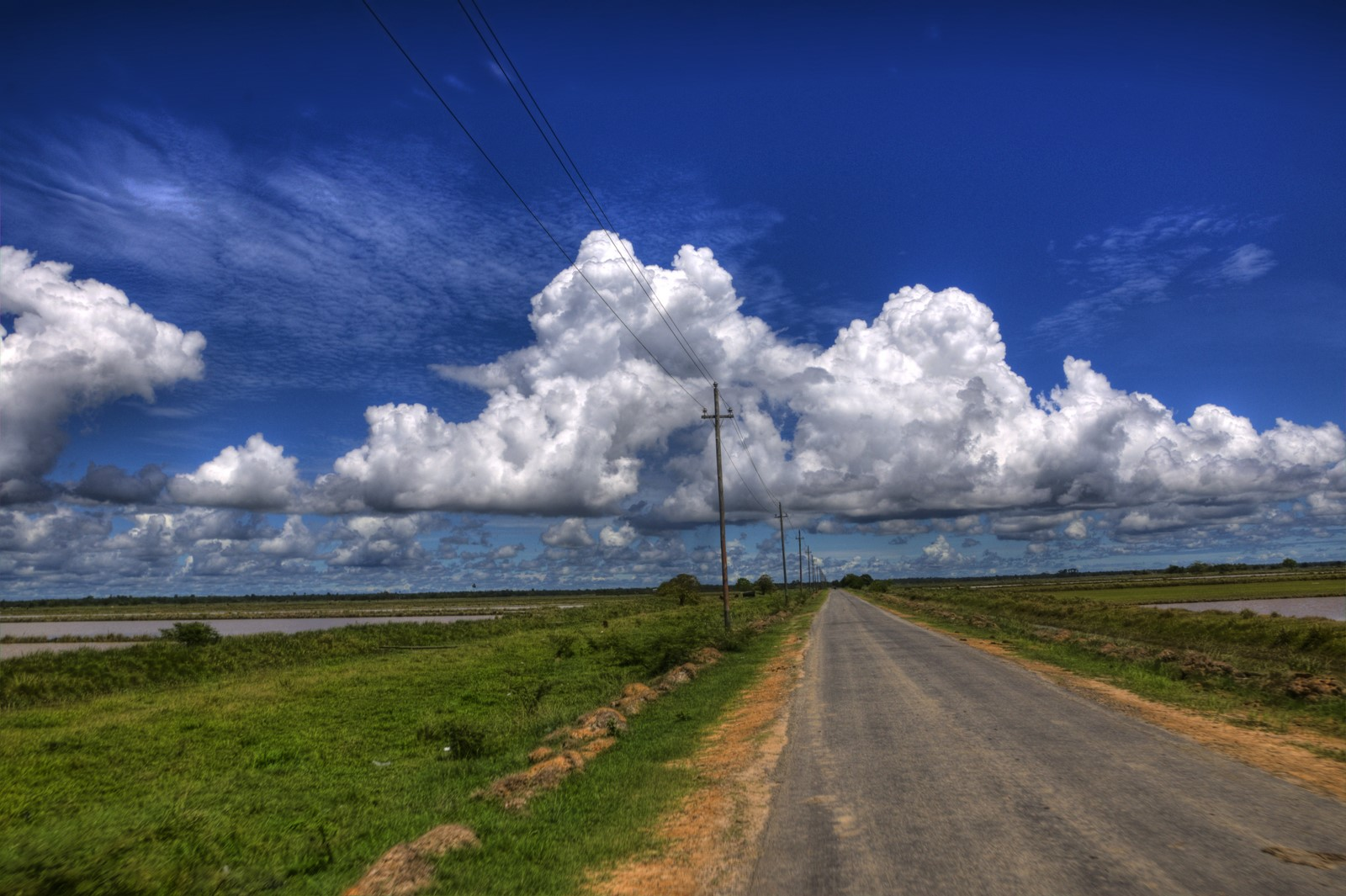
Paysage de route de campagne, Guyane

## Histoire
Les premiers Européens débarqués au Suriname furent les commerçants néerlandais qui fondèrent la colonie d'Essequibo, d'abord appelée Pomeroon, détruite par les indiens et les espagnols en 1596. Menés par Joost van der Hooge, les commerçants zélandais s'installèrent sur une île nommée "Kyk-over-al" dans l'estuaire, à 25 kilomètres de l'océan, sur la rivière Mazaruni juste avant le confluent avec le fleuve Essequibo. Ce site facilitait le commerce avec la population locale. 
Van der Hooge a ensuite retrouvé un vieux fort portugais, sur une île appelée Fort Hoog, qui devint en 1621 l'un des sièges de la Compagnie néerlandaise des Indes occidentales. Le fort fut baptisé en 1638 "Nouvelle-Zélande", tout comme la colonie, où l'on cultivait cacao, indigo et coton, avec des colons de Middelbourg, Veere et Flessingue. En 1658 le cartographe Cornelis Goliath (nl) créa une carte de la colonie et dessina les plans d'une ville nommée Nieuw Middelburg.
En 1654, l'histoire du Pernambouc s'achève. Au bout de dix années de lutte au Brésil, les Pays-Bas capitulent. Les colons fuient. Le 24 décembre 1657, aux Pays-Bas, les maires des villes de Middelbourg, Flessingue et Veere, en accord avec la Compagnie néerlandaise des Indes occidentales ont alors décidé de fonder une colonie près de la rivière Pomeroon[réf. nécessaire].
Le sucre de très haute qualité permit en 1665 à Pomeroon de devenir un grand producteur de sucre. Les Anglais, dans leurs efforts pour détruire tous les centres sucriers des Indes occidentales n'appartenant pas à l'Angleterre, attaquèrent Nieuw Middelburg en décembre 1665, sous le commandement de John Scott. La colonie fut entièrement détruite. La majorité des Juifs quittèrent Pomeroon pour Curaçao. Les Hollandais ripostèrent le 6 mars 1667.

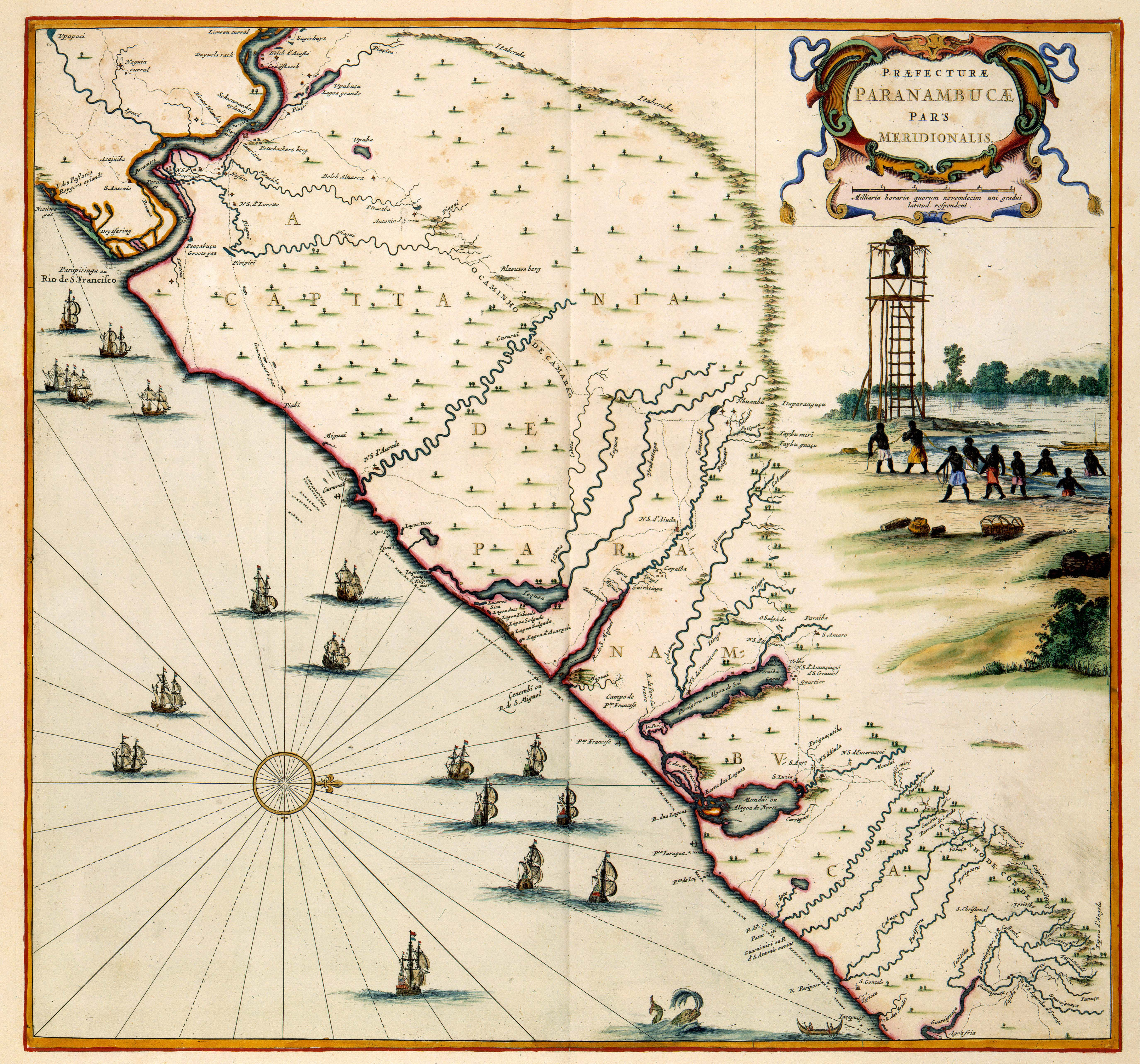
Carte de Pernambouc d'après Cornélis Goliath et Georg Marcgraf, publiée par J. Blaeu dans un atlas en 1662
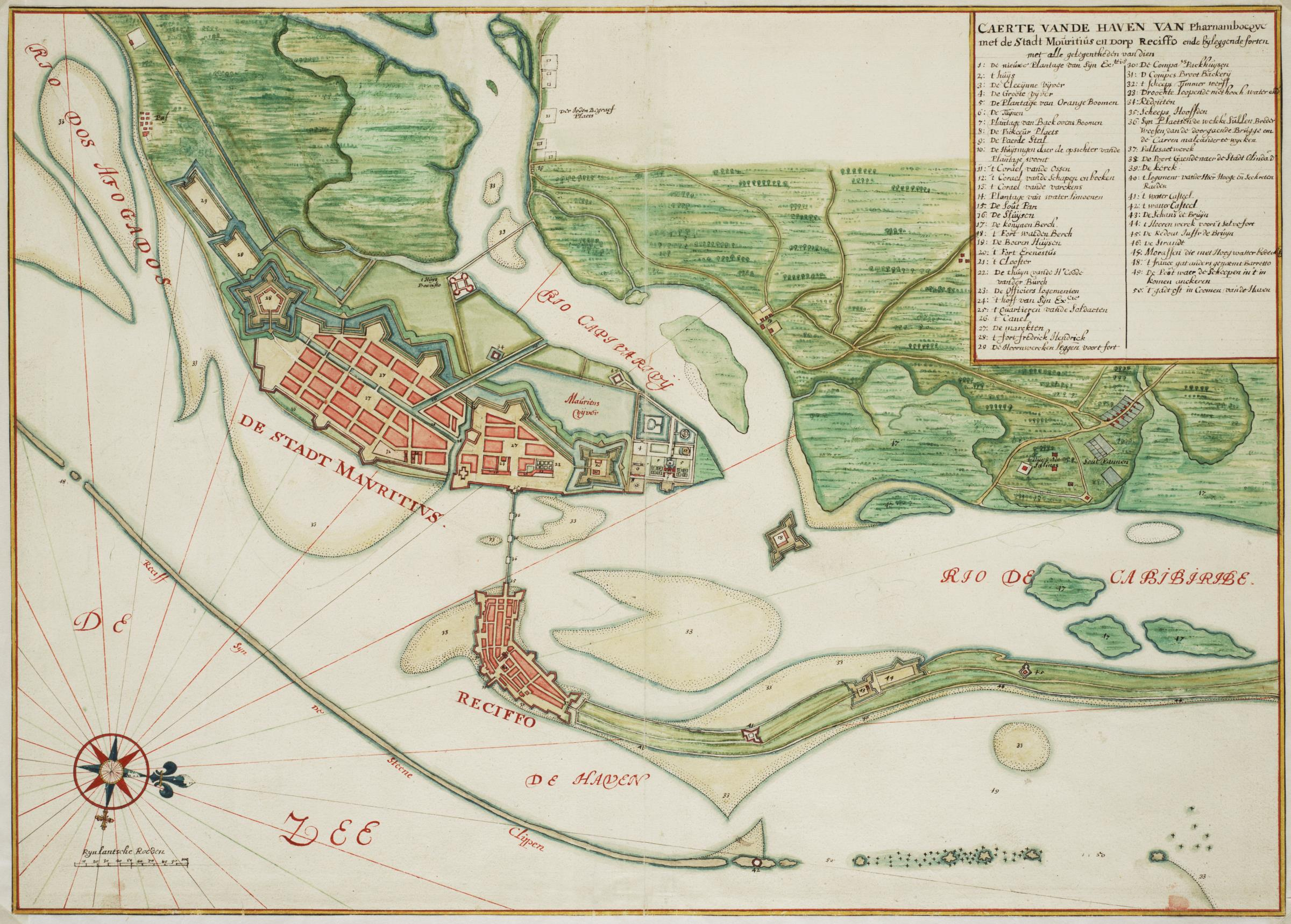
Carte du port de Pernambouc d'après Johannes Vingboons (en) vers 1665